# Simpsonovi (23. řada)
Dvacátá třetí řada amerického animovaného seriálu Simpsonovi je pokračování dvacáté druhé řady tohoto seriálu. Byla premiérově vysílána na americké televizní stanici Fox od 25. září 2011 do 20. května 2012. V Česku pak měla premiéru 12. dubna 2012 na stanici Prima Cool. Řada má celkem 22 dílů, včetně jubilejního 500. dílu Konečně zmizte!, který byl na Foxu odvysílán 19. února 2012.
V říjnu roku 2011, kdy ve Spojených státech panovala nejistota ohledně budoucnosti Simpsonových kvůli rozpočtu na výrobu seriálu a platovým podmínkám pro dabéry, společnost Fox oznámila, že byly s dabéry i tvůrci seriálu podepsány nové smlouvy na další dvě sezóny, což pro seriál znamenalo nejméně 25 řad s celkovým počtem 559 dílů a vysíláním minimálně do roku 2014.

## Seznam dílů
| Č. v seriálu | Č. v řadě | Původní název                                     | Český název                             | Režie             | Scénář                             | Premiéra v USA     | Premiéra v ČR     | Produkční kód |
| ------------ | --------- | ------------------------------------------------- | --------------------------------------- | ----------------- | ---------------------------------- | ------------------ | ----------------- | ------------- |
| 487          | 1         | The Falcon and the D'ohman                        | Dravec a fešák                          | Matthew Nastuk    | Justin Hurwitz                     | 25. září 2011      | 12. dubna 2012    | NABF16        |
| 488          | 2         | Bart Stops to Smell the Roosevelts                | Bartův nový hrdina                      | Steven Dean Moore | Tim Long                           | 2. října 2011      | 19. dubna 2012    | NABF17        |
| 489          | 3         | Treehouse of Horror XXII                          | Speciální XXII. čarodějnický díl        | Matthew Faughnan  | Carolyn Omineová                   | 30. října 2011     | 26. dubna 2012    | NABF19        |
| 490          | 4         | Replaceable You                                   | Mé nahraditelné já                      | Mark Kirkland     | Stephanie Gillisová                | 6. listopadu 2011  | 3. května 2012    | NABF21        |
| 491          | 5         | The Food Wife                                     | Dobrá manželka                          | Timothy Bailey    | Matt Selman                        | 13. listopadu 2011 | 10. května 2012   | NABF20        |
| 492          | 6         | The Book Job                                      | Velká knižní loupež                     | Bob Anderson      | Dan Vebber                         | 20. listopadu 2011 | 17. května 2012   | NABF22        |
| 493          | 7         | The Man in the Blue Flannel Pants                 | Muž v modrých flanelových kalhotách     | Steven Dean Moore | Jeff Westbrook                     | 27. listopadu 2011 | 24. května 2012   | PABF01        |
| 494          | 8         | The Ten-Per-Cent Solution                         | Krustyho comeback                       | Michael Polcino   | Deb Lacustová a Dan Castellaneta   | 4. prosince 2011   | 31. května 2012   | PABF02        |
| 495          | 9         | Holidays of Future Passed                         | Duch Vánoc příštích                     | Rob Oliver        | J. Stewart Burns                   | 11. prosince 2011  | 7. června 2012    | NABF18        |
| 496          | 10        | Politically Inept, with Homer Simpson             | Otázky Homera Simpsona                  | Mark Kirkland     | John Frink                         | 8. ledna 2012      | 14. června 2012   | PABF03        |
| 497          | 11        | The D'oh-cial Network                             | Asociální síť                           | Chris Clements    | J. Stewart Burns                   | 15. ledna 2012     | 21. června 2012   | PABF04        |
| 498          | 12        | Moe Goes from Rags to Riches                      | Vočko na hadry                          | Bob Anderson      | Tim Long                           | 29. ledna 2012     | 28. června 2012   | PABF05        |
| 499          | 13        | The Daughter Also Rises                           | Fiesta s Lízou                          | Chuck Sheetz      | Rob LaZebnik                       | 12. února 2012     | 5. července 2012  | PABF06        |
| 500          | 14        | At Long Last Leave                                | Konečně zmizte!                         | Matthew Nastuk    | Michael Price                      | 19. února 2012     | 12. července 2012 | PABF07        |
| 501          | 15        | Exit Through the Kwik-E-Mart                      | Zavíráme krám                           | Steven Dean Moore | Marc Wilmore                       | 4. března 2012     | 19. července 2012 | PABF09        |
| 502          | 16        | How I Wet Your Mother                             | Jak jsem prospal vaši matku             | Lance Kramer      | Billy Kimball a Ian Maxtone-Graham | 11. března 2012    | 26. července 2012 | PABF08        |
| 503          | 17        | Them, Robot                                       | Oni, roboti                             | Michael Polcino   | Michael Price                      | 18. března 2012    | 2. srpna 2012     | PABF10        |
| 504          | 18        | Beware My Cheating Bart                           | Mé srdce patří Bartovi                  | Mark Kirkland     | Ben Joseph                         | 15. dubna 2012     | 9. srpna 2012     | PABF11        |
| 505          | 19        | A Totally Fun Thing That Bart Will Never Do Again | Super věc, kterou Bart už nikdy neudělá | Chris Clements    | Matt Warburton                     | 29. dubna 2012     | 16. srpna 2012    | PABF12        |
| 506          | 20        | The Spy Who Learned Me                            | Špion, který mě poučil                  | Bob Anderson      | Marc Wilmore                       | 6. května 2012     | 23. srpna 2012    | PABF13        |
| 507          | 21        | Ned 'n Edna's Blend                               | Tajnosti Neda a Edny                    | Chuck Sheetz      | Jeff Westbrook                     | 13. května 2012    | 30. srpna 2012    | PABF15        |
| 508          | 22        | Lisa Goes Gaga                                    | Líza a Lady Gaga                        | Matthew Schofield | Tim Long                           | 20. května 2012    | 30. srpna 2012    | PABF14        |

## Zajímavosti
- Jedna ze tří částí Speciálního XXII. čarodějnického dílu  představuje Neda Flanderse jako zabijáka; jedná se zde o parodii na populární americký seriál Dexter.
- V 5. dílu Dobrá manželka nadaboval do češtiny světoznámého britského šéfkuchaře Gordona Ramsaye v Česku o nic méně známý šéfkuchař Zdeněk Pohlreich.
- Ve vánočním dílu Duch Vánoc příštích berou Bart, Líza a Maggie své děti k Marge a Homerovi na Vánoce; díl se odehrává v budoucnosti, v roce 2041. Matt Groening se v jednom rozhovoru nechal slyšet, že podle jeho představ by tento díl měl být právě tím posledním dílem celého seriálu, pokud někdy Simpsonovi budou muset skončit.
- V 22. dílu Líza a Lady Gaga navštěvuje Springfield slavná americká zpěvačka Lady GaGa a sblíží se s Lízou.